# (30885) 1992 UU4
1992 يو يو 4 (ويعرف أيضًا باسم (30885) 1992 يو يو 4 وفق تسمية الكوكب الصغير) (بالإنجليزية: 1992 UU4)‏ هو كويكب ضمن حزام الكويكبات؛ وترتيبه 30885 من حيث الاكتشاف.
اكتُشف هذا الجُرم الفلكي بواسطة Akira Natori ‏ في 30 أكتوبر 1992.

## وصلات خارجية
- (30885) 1992 UU4 في قاعدة بيانات مختبر الدفع النفاث لأجرام النظام الشمسي الصغيرة

- الاكتشاف · مخطط المدار ·  العناصر المدارية · المعلمات المادية

- (30885) 1992 UU4 على موقع ويكي سكاي: DSS2, SDSS, GALEX, IRAS, Hydrogen α, X-Ray, Astrophoto, Sky Map, Articles and images